# SSV 1882 Klostermansfeld
SSV 1882 Klostermansfeld is een Duitse voetbalclub uit Klostermansfeld, Saksen-Anhalt.

## Geschiedenis
De club werd op 13 juni 1912 opgericht als FV Viktoria 1912 Klostermansfeld. Tijdens de Eerste Wereldoorlog had de club problemen om een terrein te vinden omdat hun vaste stek als akker werd gebruikt en doordat er vele spelers wegvielen ging de club een tijdelijke fusie aan met een club uit Mansfeld en speelde onder de naam SpVgg Klostermansfeld-Mansfeld. Na de oorlog speelde de club weer onder de oude naam verder. Begin 1922 fuseerde de club met Rasensport 1921 Benndorf tot Sportfreunde 1922 Klostermansfeld-Benndorf. In 1928 promoveerde de club naar de tweede klasse van de Kyffhäuserse competitie, een van de vele competities van de Midden-Duitse voetbalbond. In 1931 werd de club opnieuw kampioen en promoveerde voor het eerst naar de hoogste klasse. In het eerste seizoen werd de club achtste op tien deelnemers. In 1932/33 werd de club zelfs vijfde. Na dit seizoen werd de Midden-Duitse bond ontbonden. Er kwam een nieuwe competitie die dienstdeed als hoogste klasse. De clubkwalificeerde zich niet voor de Gauliga Mitte en speelde tot 1942 in de competitie van Kyffhäuser die nu nog maar de derde klasse was.
Na de Tweede Wereldoorlog werden alle Duitse clubs ontbonden. De club werd heropgericht als SG Klostermansfeld en werd in 1951 een BSG onder de naam BSG Turbine Klostermansfeld. In 1957 promoveerde de club naar de Bezirksklasse, toen nog de vijfde klasse en vanaf 1963 de vierde klasse. De naam werd inmiddels gewijzigd naar BSG Mansfeldkombinat Klostermansfeld en tot 1973 speelde de club in de Bezirksklasse. Na één jaar keerde de club terug en speelde de volgende seizoenen tegen de degradatie, vanaf de jaren tachtig speelde de club in de Kreisklasse.
Na de Duitse hereniging werd de naam gewijzigd in SSV 1882 Klostermansfeld. Het jaartal duidt op de turnclub die destijds opgericht werd.